# Acolita (California)
Acolita es un área no incorporada ubicada en el condado de Imperial en el estado estadounidense de California.

## Geografía
Acolita se encuentra ubicada en las coordenadas 33°4′16″N 115°11′5″O / 33.07111, -115.18472.